# سامانه پشتیبان حیات

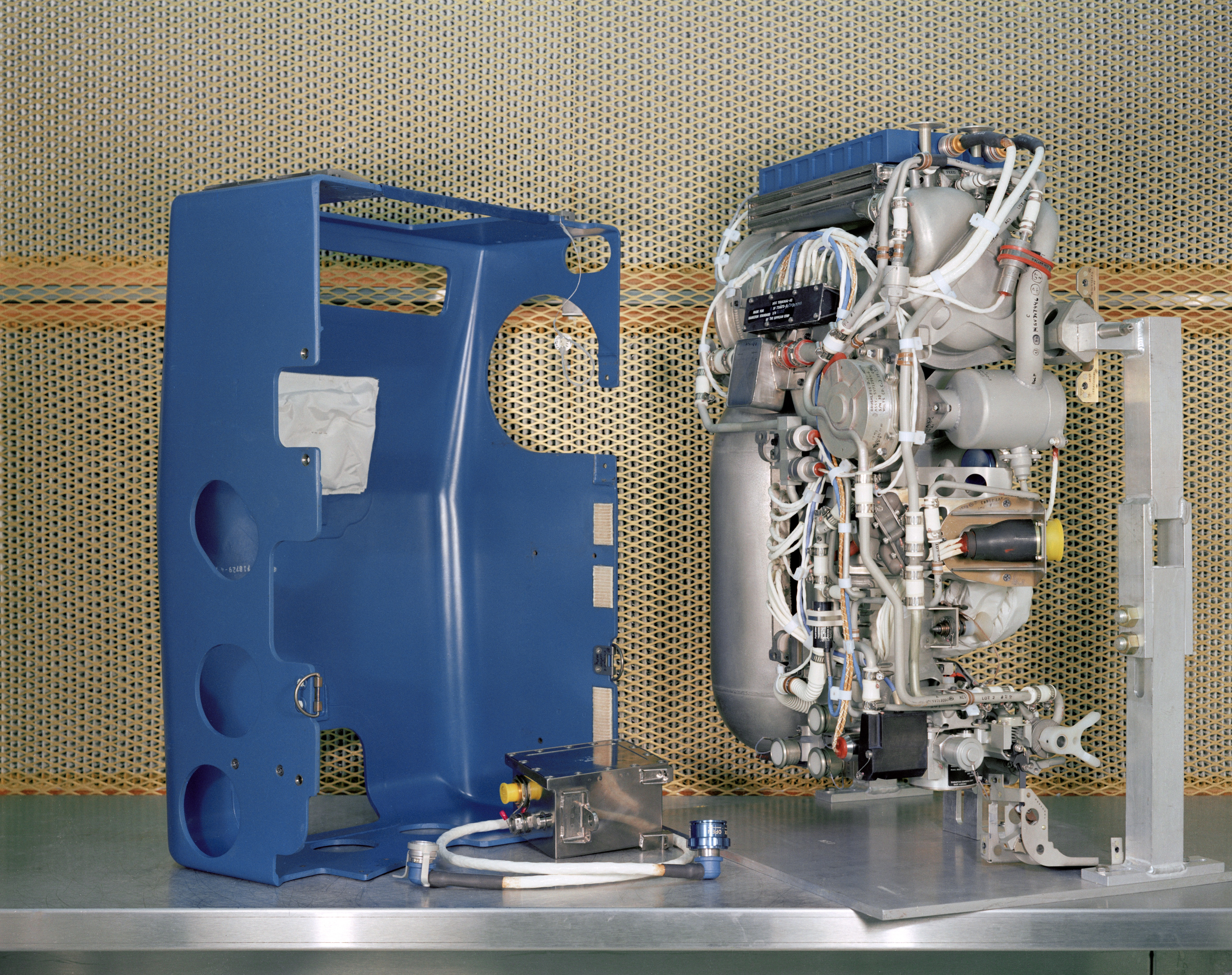
نمایی از «سامانه پشتیبان حیات قابل‌ِ حمل آپولو» - ۱۹۶۸

سامانه پشتیبان حیات (انگلیسی: Life support system) در پرواز فضایی انسان، مجموعه‌ای از دستگاه‌هاست که به انسان، اجازهٔ بقا در فضا را می‌دهد. ناسا و شرکت‌های خصوصی پرواز فضایی، از عبارت سامانه کنترل محیط و پشتیبان حیات برای توصیف این دستگاه‌ها استفاده می‌کنند. سامانه پشتیبان حیات، می‌تواند هوا، آب و غذا را هم نگهداری کند. چنین سامانه‌ای باید دمای بدن را کنترل کند، فشار روی بدن را به میزان قابل‌قبولی برساند و ضایعات آن را دفع کند. حفاظت در برابر فضاهای خارجی مضر مثل سنگ و امواج رادیواکتیو، از دیگر موارد ضروری هستند.